# Vostok 1
Vostok 1 (ruski: Восток 1=Istok 1) bila je sovjetska svemirska misija iz Programa Vostok, koja je ponijela kozmonauta Jurija Gagarina s kozmodroma Bajkonur u istoimenoj letjelici po prvi put u svemir i orbitu oko Zemlje. Misija Vostok 1 je bio prvi čovjekov let u svemir, injženjerski podhvat sovjetskih znanstvenika Sergeja Koroljova i Kerima Kerimova i njihova tima.

## Podatci o letjelici
Vostok 1 po katalogu COSPAR broj: 1961-012A, bila je jednostupanjska letjelica duga 5 metara, promjera 2,3 m, težine 4725 kg. Vostok 1 je dosegao je visinu od 169 - 327 km iznad zemlje.

## Posada
- Jurij Gagarin

### Posada u pričuvi
- German Titov, Grigorij Neljubov

## Tijek i cilj misije
Let Gagarina trajao je ukupno 1 sat i 29 minuta, za to vrijeme letjelica je 1 put obletjela zemlju. Cilj misije je bio prvi let čovjeka u svemir i ispitivanje njegovih mogućnosti. Na 7 km prije tla se katapultirao iz kapsule Vostoka 1 i spustio uz pomoć padobrana, jer se to držalo sigurnijim od spuštanja padobranom s kapsulom (nitko nije znao bi li pad bio dovoljno siguran).
Zemaljska kontrola leta, nije znala dobrih 25 minuta dali je letjelica dosegla željenu visinu. U to vrijeme liječnici i aeronautički inženjeri nisu znali kako će bestežinsko stanje djelovati na kozmonauta, zbog tog su komande na brodu bile zaključane da se izbjegne da Gagarin ne preuzme ručnu kontrolu nad letjelicom (za slučaj nezgode ipak mu ostavljena omotnica s kodovima za otključavanje komandne ploče). Vostok 1 nije mogao mijenjati orbitu, jedino visinu.
Operacija prizemljenja (kočenje) otpočela je nad zapadnom Afrikom (pored Angole) 8000 km prije slijetanja, raketni motori radili su oko 42 sekunde. Nakon toga došlo je do komplikacija s razdvajanjem modula, - povratna kapsula ostala je povezana (žicama) još punih deset minuta s modulom za boravak u svemiru, ali su se moduli konačno razdvojili kad su žice izgorjele uz puno nekontrolirane vrtnje. Nakon toga je kapsula za povratak ušla u stabilnu povratnu putanju. Gagarin se padobranom spustio tek nakon modula za spuštanje, jer je katapultiran s veće visine. Nakon prizemljenja kod mjesta Engels, zaprepaštenim seljacima - koji su uplašeno bježali od njega je rekao "Nebojte se i ja sam sovjetski građanin kao i vi, upravo sam sletio iz svemira, i pomognite mi naći najbliži telefon da se javim Moskvi!".

## Vanjske poveznice
- Vostok 1 u enciklopediji Astronautike
- Analiza leta Vostoka 1, od Sven Grahna